# Rudolf von Rheinfelden

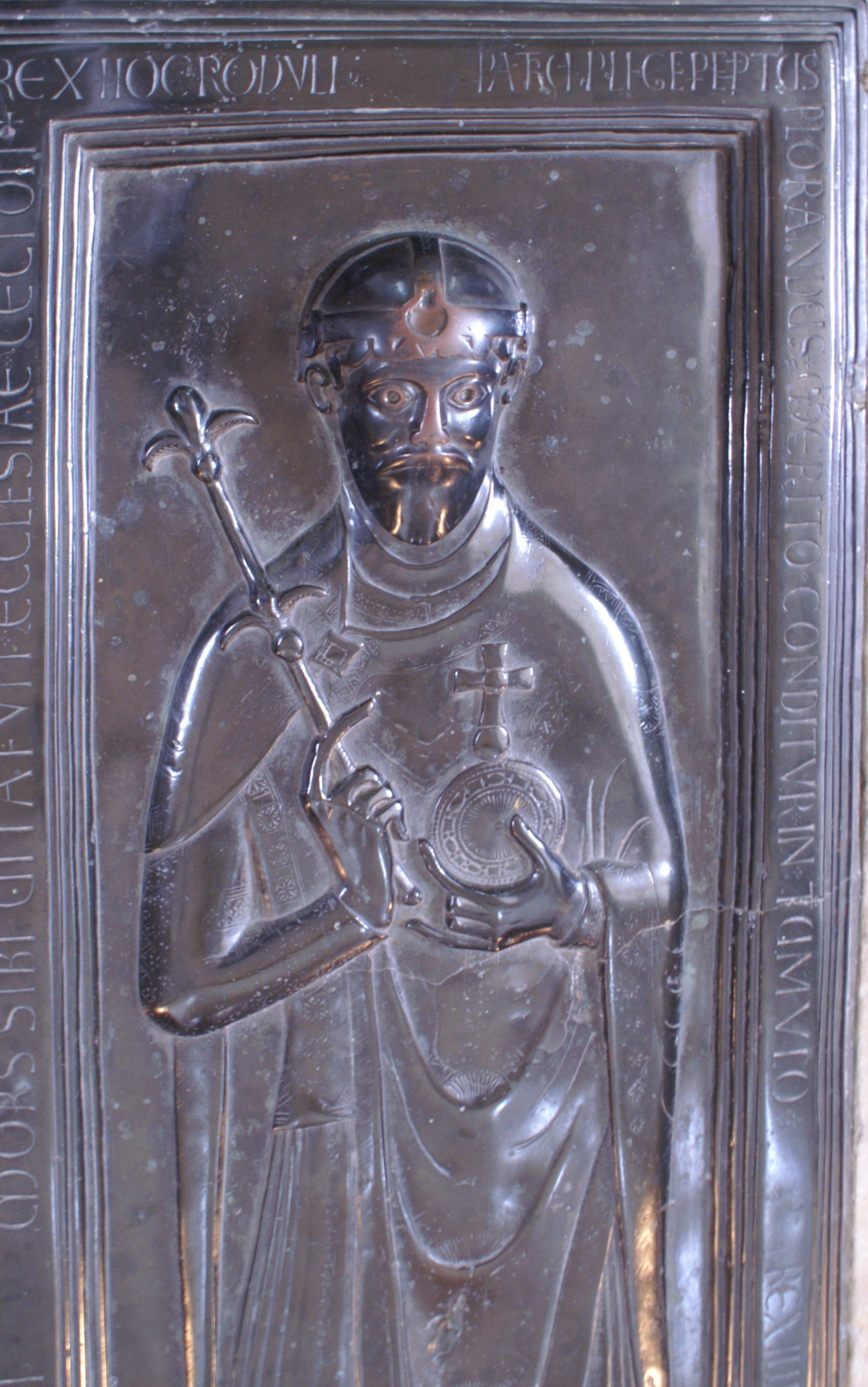
Grabplatte Rudolfs von Rheinfelden im Merseburger Dom ist die älteste Bronzegrabplatte Mitteleuropas. Sie war einst vergoldet und mit Edelsteinen ausgelegt. Die Grabplatte trägt die Umschrift: König Rudolf, dahingerafft für das Gesetz der Väter, zu beklagen nach seinem Verdienst, ist hier im Grab bestattet. Als König war ihm, hätte er in Friedenszeiten geherrscht, niemand seit Karl vergleichbar an Fähigkeiten des Geistes und Schwertes. Dort wo die Seinen siegten, fiel er, heiliges Opfer des Krieges. Der Tod ward ihm Leben: für die Kirche sank er dahin.

Rudolf von Rheinfelden (auch Rudolf von Schwaben; * um 1025; † 15. oder 16. Oktober 1080 bei Hohenmölsen) war von 1057 bis 1077 Herzog von Schwaben.
Zunächst ein Anhänger König Heinrichs IV., seines Schwagers, nahm er während der Auseinandersetzungen des Investiturstreits eine gegensätzliche Position zu diesem ein und wurde von der Opposition am 15. März 1077 in Forchheim zum Gegenkönig gewählt. Nach mehreren kriegerischen Auseinandersetzungen zwischen ihm und Heinrich verlor er 1080 in der Schlacht bei Hohenmölsen nach einer schweren Verwundung sein Leben.

## Herkunft
Rudolfs Vater war Graf Kuno von Rheinfelden (* 995/1000; † nach 1027/1030), der ein Bruder oder Stiefbruder der Ita von Lothringen (* 23. Juli um 995; † nach 1035) war, die mit Radbot Graf von Habsburg († 30. Juni vor 1045) verheiratet war. Seine Mutter ist unbekannt.
Im Jahr 1048 taucht Rudolf erstmals in einer Urkunde Kaiser Heinrichs III. als Graf im Sisgau bei Rheinfelden auf, dies liegt am Hochrhein an der Grenze zwischen Schwaben und Burgund. Der Familienbesitz reichte auf der einen Seite in den Schwarzwald – das Kloster St. Blasien war eine Art Hauskloster Rudolfs –, auf der anderen Seite aber weit nach Burgund in die heutige Westschweiz hinein. Die Familie gehörte zu den großen burgundischen Adelsgeschlechtern. Die exakten Verwandtschaftsbeziehungen des Rudolf von Rheinfelden können bisher nicht vollständig geklärt werden. Seine Verwandtschaft zum damals bereits ausgestorbenen burgundischen Königshaus durch Rudolf II. von Burgund (912–937) gilt aber als gesichert. Weiterhin war er Vetter des Herzogs von Lothringen und ein Verwandter der Liudolfinger. Diese Verwandtschaft mit dem amtierenden Herrscherhaus verlieh ihm die zusätzliche Legitimation zum Kandidaten für eine Königswahl, auch wenn dies auf den ersten Blick widersprüchlich erscheinen mag. Doch für eine Königserhebung im Mittelalter bildete das Erbprinzip (königliches Geblüt oder wenigstens königliche Verwandtschaft) neben dem Wahlprinzip der Großen die notwendige Voraussetzung.

## Politischer Aufstieg

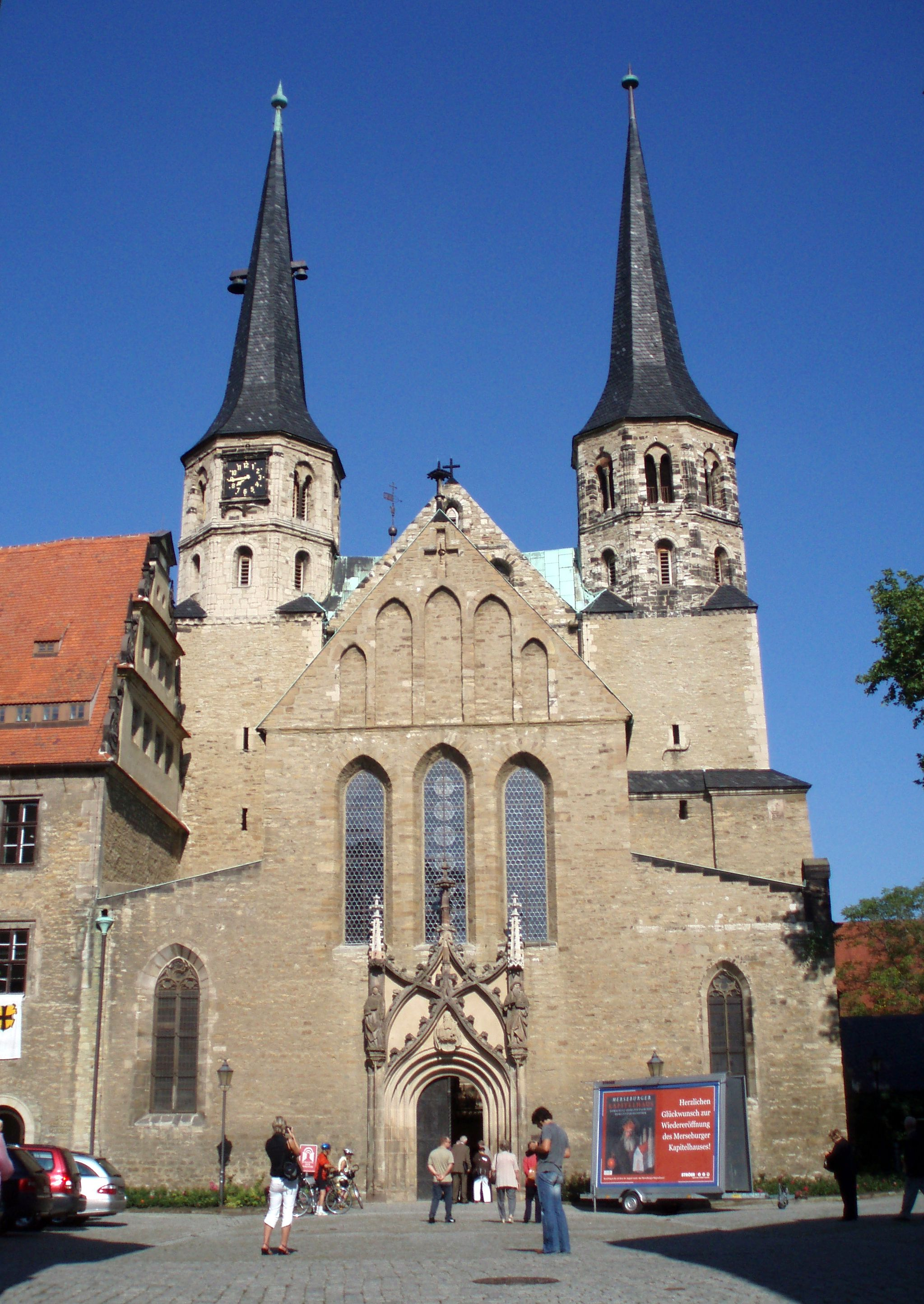
Im Merseburger Dom befindet sich die Grabplatte Rudolfs von Rheinfelden

Sein politischer Aufstieg begann mit dem Tode des schwäbischen Herzogs Otto von Schweinfurt. Kaiserin Agnes ernannte ihn daraufhin 1057 zum neuen Herzog von Schwaben und übertrug ihm die Verwaltung Burgunds. Rudolf verfügte durch seine Nähe zur kirchlichen Reformidee über gute Beziehungen zur Kaiserin, die zusammen mit ihm das Kloster St. Blasien gefördert hatte. Über die Vergabe des Herzogtums Schwaben hatte sich allerdings eine Kontroverse entwickelt, denn Berthold von Zähringen erhob Anspruch auf das Herzogtum und berief sich auf einen Ring Heinrichs III., den dieser ihm als Pfand gegeben habe. Gelöst wurde dieses Problem mit der Zusage der Kaiserin Agnes, dass der Zähringer das nächste freie Herzogtum erhalten würde, was wenig später mit dem Herzogtum Kärnten der Fall war.
Um die dynastische Bindung an das salische Herrscherhaus zu festigen, wurde Rudolf mit der noch minderjährigen Kaisertochter Mathilde von Schwaben verlobt. Frutolf von Michelsberg berichtet, dass Rudolf die elfjährige Mathilde aus einem Kloster des Bischofs Rumold von Konstanz entführt habe, in das sie in Obhut gegeben worden war. Mathilde starb bereits mit zwölf Jahren am 12. Mai 1060. Durch Heirat mit Adelheid von Turin, der Tochter des Grafen Otto von Savoyen, wurde 1062 die verwandtschaftliche Nähe zu den Saliern erneuert. Da Adelheid eine Schwester Berthas, der Frau Heinrichs IV. war, wurde Rudolf erneut Verwandter Heinrichs. Die gemeinsame Tochter Agnes wurde mit Berthold II. von Zähringen verheiratet. Die Tochter Adelheid wurde um 1078 mit König Ladislaus I. von Ungarn verheiratet.

### Herausbildung einer antisalischen Opposition im Reich
Nach dem Tode Heinrichs III. am 5. Oktober 1056, während der Unmündigkeit Heinrichs IV. und der Regentschaft der Kaiserin Agnes, gewannen die mächtigen Fürsten des Reiches erheblichen Einfluss auf die Reichspolitik. Verstärkt wurde dieser Prozess noch durch die Entführung des elfjährigen Heinrichs IV. im April 1062 durch den Erzbischof Anno von Köln (Staatsstreich von Kaiserswerth), der daraufhin maßgeblich die Reichspolitik bestimmte. An der Seite Annos von Köln betrieb Rudolf 1066 die Entmachtung des Erzbischofs Adalbert von Bremen. Heinrich IV. führte nach seiner Mündigkeitserklärung am 29. März 1065 die Politik seines Vaters Heinrichs III. fort, der versucht hatte, in Sachsen eine umfassende Königshausmacht durch Burgenbau und Landkauf zu etablieren. In der Zeit seiner Unmündigkeit hatte der sächsische Adel diese Gebiete weitgehend unter seine Kontrolle gebracht. Die Anstrengungen zur Rückgewinnung dieser Gebiete und der Bau von neuartigen Höhenburgen ließ eine oppositionelle Bewegung entstehen. Heinrich stützte sich bei der Führung der Reichsgeschäfte verstärkt auf die vom salischen Königtum geförderten Ministerialen, so dass aus Protest gegen diese Entwicklung insbesondere die oberdeutschen Herzöge Rudolf von Schwaben, Berthold von Kärnten und Welf von Bayern sich vom Königshof distanzierten. Bereits 1073 sollen die Fürsten die Absicht gehabt haben, Rudolf von Schwaben anstelle Heinrichs IV. zum König zu erheben.
Während der Sachsenaufstände in der ersten Hälfte der siebziger Jahre stand Rudolf von Rheinfelden noch loyal an der Seite König Heinrichs IV. Nach Brunonis de bello Saxonico liber galt Rudolf als treibende Kraft unter den Fürsten, die den König zum Sachsenkrieg förmlich anstachelten. Die Schlacht an der Unstrut gegen die Sachsen soll Rudolf eröffnet haben. Als Anführer des schwäbischen Aufgebots trug Rudolf auch zu dessen Sieg am 9. Juni 1075 in der Schlacht an der Unstrut bei. Von da an aber entfernte sich Rudolf immer weiter vom König. Bereits zu Beginn der siebziger Jahre wurde Rudolf wiederholt mit Verschwörungen in Verbindung gebracht, die das Ziel hatten, Heinrich IV. zu entmachten. Nach einer vereinzelten Nachricht soll Rudolf sogar Mitwisser und Teilnehmer der gegen Heinrich IV. gerichteten Empörung der sächsischen Fürsten gewesen sein. Daraufhin soll die königliche Seite überlegt haben, Rudolf gewaltsam zu beseitigen. Erst die Vermittlung durch Kaiserin Agnes 1072 und noch einmal im Jahr 1074 konnte das Einvernehmen zwischen Rudolf und Heinrich zumindest äußerlich wiederherstellen.

### Bannung Heinrichs IV.

Mathilde von Tuszien und Hugo von Cluny als Fürsprecher Heinrichs IV. (Vita Mathildis des Donizio, um 1115. Vatikanstadt, Bibliotheca Apostolica Vaticana, Ms. Vat. lat. 4922, fol. 49v)

Erst als im Februar 1076 Papst Gregor VII. den Bann über Heinrich ausgesprochen hatte, entschloss Rudolf sich zum offenen Vorgehen. Auf einer Fürstenversammlung in Trebur im Oktober 1076 versuchten die süddeutschen Herzöge – unter ihnen der Herzog von Bayern, Welf IV. und der Herzog von Kärnten, Berthold von Zähringen – als entschiedenste Gegner Heinrichs IV. eine Neuwahl zu erwirken. Der gleichzeitig auf der anderen Rheinseite in Oppenheim lagernde Heinrich verlor beständig Anhänger und war insofern zu einem Kompromiss gezwungen. Insgesamt hatte sich eine große (aber heterogene) antisalische Partei herausgebildet, die Heinrich eine Frist von einem Jahr zur Lösung aus dem Bann setzte, wenn er König bleiben wollte. Die Sache des Königtums sollte daraufhin auf einem Fürstentag in Augsburg im Februar 1077 in Anwesenheit des Papstes beraten werden.
Einen Monat vor Ablauf der Frist trat Heinrich die Reise über die Alpen an, dem Papst entgegen, der sich auf dem Weg nach Augsburg befand. Rudolf reagierte darauf mit dem Versuch, dem nach Absolution strebenden König durch Bewachung der burgundischen und schwäbischen Pässe den Weg Richtung Italien zu versperren – was ihm aber nicht gelang. Gregor seinerseits fürchtete nun eine militärische Auseinandersetzung mit Heinrich und suchte daher Zuflucht in der Burg von Canossa bei der ihm wohlgesinnten Markgräfin Mathilde von Tuszien. Heinrich jedoch wünschte lediglich die Loslösung vom Bann. Gregorianischen Quellen zufolge soll er drei Tage barfuß im Schnee vor dem Burgtor ausgeharrt haben, gekleidet lediglich mit einem härenen Büßergewand. Gregor aber zögerte und nahm ihn erst nach dreitägiger Buße am 28. Januar 1077 wieder in die Kirche auf.
Dieser Akt scheint eine Niederlage für Heinrich gewesen zu sein, doch konnte der König auf diese Weise einem Erstarken der Fürstenopposition entgegenwirken. Das Hauptargument seiner Gegner war beseitigt. Er konnte so das Zusammenspiel von Papst und Fürsten verhindern und auf diese Weise die Krone retten. Kurzfristig war es Gregor, der eine diplomatische Niederlage einstecken musste, indem er seinen Widersacher von der Schmach des Kirchenbanns befreite. Auf lange Sicht hat der Gang nach Canossa dem Königtum aber geschadet, da der Bußgang einer Unterordnung der weltlichen unter die geistliche Macht gleichkam und der Sakralcharakter, also die sakralrechtliche Legitimation des Königtums, auf diese Weise geschwächt wurde. Der König als Gesalbter des Herrn verlor an Autorität.

## Wahl und Krönung

### Der Fürstentag in Forchheim
Die Lösung vom Bann hinderte aber die deutschen Fürsten nicht, Herzog Rudolf am 15. März 1077 im fränkischen Forchheim zum deutschen König zu wählen. Dieser Ort wurde vermutlich ausgesucht, weil dort im 9. und 10. Jahrhundert bereits mehrere Königswahlen stattgefunden hatten, was der Wahl Rudolfs eine zusätzliche symbolische Legitimation verleihen sollte. Die Wahl verlief nach dem üblichen Prozedere, auch wenn es die erste Wahl eines Gegenkönigs in der römisch-deutschen Geschichte war. Eine Besonderheit, die sich auch bei späteren Wahlen wiederholte, waren Forderungen der Fürsten nach individuellen Wahlversprechen des Kandidaten. An dieser Stelle schritten die anwesenden päpstlichen Legaten ein und erklärten, dass dies der Simonie gleichkäme und dass Rudolf nicht der König der einzelnen Fürsten (singulorum) sei, sondern König des gesamten Volkes (universorum). Nicht persönliche Vorteile, sondern die Eignung des Kandidaten sollte wahlentscheidend sein. Dennoch musste Rudolf zwei allgemeine Zusagen machen: Zum einen billigte er die freie kanonische Wahl der Bischöfe ohne weltliche, das heißt königliche Einmischung. Zum anderen verpflichtete er sich, einer erblichen Thronfolge sowie jeglicher Designation zu entsagen und damit das Recht auf die freie Königswahl anzuerkennen.
Als geistliche Wähler traten die Erzbischöfe von Mainz, Salzburg und Magdeburg, die Bischöfe von Worms, Passau, Halberstadt und Würzburg auf. Als weltliche Mitstreiter waren Otto von Northeim, Berthold I. von Kärnten, Welf IV. von Bayern und Magnus von Sachsen (nicht gesichert) auf. Damit waren die mächtigsten süddeutschen Herzöge versammelt, deren politischer Aufstieg erst durch die Mutter Heinrichs – Kaiserin Agnes – begonnen hatte. Das geistliche Element überwog aber deutlich und der Versuch, durch Verschiebung der Wahl weitere Verbündete zu gewinnen, war gescheitert.

### Die Krönung in Mainz
Rudolf zog nun über Bamberg und Würzburg nach Mainz, wo er vom dortigen Erzbischof Siegfried I., einem der Hauptbeteiligten in Forchheim, am 26. März 1077 zum König geweiht wurde. Da die Salbung aber bei der heinrichtreuen Mainzer Bürgerschaft nicht gerade auf Gegenliebe stieß, musste er unter dem Eindruck einer sich auflehnenden Masse mitsamt den Bischöfen die Stadt schon kurz danach verlassen. Auch die durch Simonie bestellten Geistlichen beteiligten sich an dem Aufstand, da sie um ihre Ämter fürchteten. Schließlich war Rudolfs ablehnende Haltung gegenüber der simonistischen Praxis bekannt. Rudolf stand in dieser Frage ganz auf Seite der Gregorianer, die diese zu bekämpfen suchten. Nach einer kleinen Odyssee zog er sich nach Sachsen zurück, wo er den stärksten Rückhalt im Reich genoss.

### Reaktionen
Die Wahl Rudolfs zum Gegenkönig hat ein sehr unterschiedliches Echo hervorgerufen. Der Papst verhielt sich vorerst neutral und schlug sich weder auf die Seite Heinrichs noch auf die Rudolfs. Gregor beanspruchte die Rolle eines Schiedsrichters im Thronstreit. Die Position Rudolfs blieb dadurch schwach und auch im Reich gelang es ihm nicht, sich eine größere Machtbasis zu sichern. Im Gegenteil: Schon kurz nach seiner Wahl begann sein Rückhalt unter den Würdenträgern zu bröckeln. Es fehlte ihm der Anhang, den er benötigte, um sein noch junges Königtum aufzubauen. Lediglich in Sachsen stieß er auf breite Unterstützung. Im königlichen Lager war allgemein die Auffassung verbreitet, Gregor VII. sei selbst der Initiator der Königswahl zu Forchheim gewesen. Dabei soll Gregor VII. Rudolf eine mit einer Inschrift versehene Krone geschickt haben, in deren Text auf die Verleihung hingewiesen wurde. Doch gilt dies als wenig glaubwürdig. Die Anhänger Heinrichs IV. warfen Rudolf von Schwaben einen Mangel an Dankbarkeit und Loyalität vor. Nach dem Verfasser der Vita Heinrici IV. habe Rudolf sich von der Habsucht (avaritia), dem Hauptlaster der Menschen, verleiten lassen und sei auf diese Weise zum Verräter an Heinrich IV. geworden. Die Erhebung des Königs wurde als ein widerrechtlicher Akt, als Usurpation, gewertet. Das Gegenkönigtum bedeutete zudem einen Angriff auf die göttliche Ordnung, da sich alle Herrschaft von Gott herleiten lasse.

## Das Gegenkönigtum Rudolfs 1077–1080

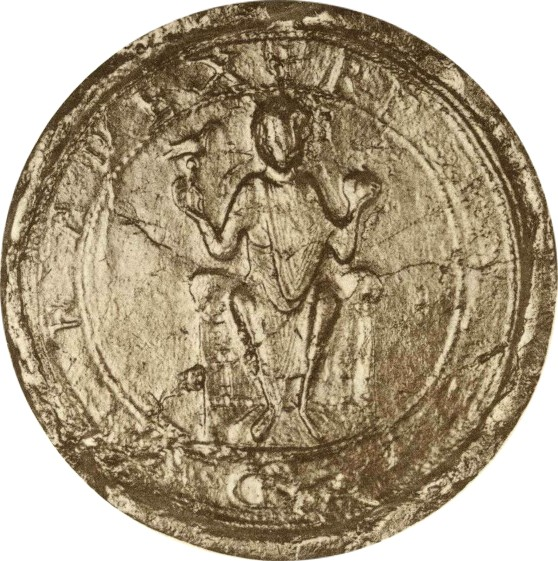
Einzig überliefertes Siegel Rudolfs von Rheinfelden an einer Urkunde vom 25. März 1079

Obwohl von seinem Stammland Schwaben ausgeschlossen, blieb Rudolf ein gefährlicher Gegner Heinrichs. Heinrich entzog den aufständischen Fürsten auf einem Hoftag in Ulm Ende Mai 1077 alle Lehen und Würden und verhängte die Todesstrafe über die Unterstützer.

### Erste Auseinandersetzungen
In der Folgezeit kam es immer wieder zu militärischen Auseinandersetzungen zwischen Heinrich und der Fürstenopposition. Die Heere Heinrichs und Rudolfs trafen erstmals bei Würzburg aufeinander. Getrennt durch Rhein und Neckar, ähnlich wie in Trebur/Oppenheim, begannen Verhandlungen, die eigenmächtig von Fürsten aus dem Heer Heinrichs initiiert wurden. Ein Fürstentag unter Anwesenheit päpstlicher Legaten wurde für den 1. November vereinbart, aber dieser kam nicht zustande, obwohl beide Verhandlungsparteien geschworen hatten, Heinrich und Rudolf zur Abhaltung dieses Treffens zu zwingen. Berthold von Reichenau (antisalisch eingestellt) machte Heinrich dafür verantwortlich, der den Versammlungsort blockiert habe. Ein Vorwurf, der angesichts der Geschehnisse in Tribur und Oppenheim realistisch erscheint, denn Heinrich musste durch die Erfahrungen mit der Eigendynamik derartiger Versammlungen gewarnt sein. Zudem lehnte er jede Einmischung des Papsttums ab.
Das Kriegsjahr 1078 begann bereits früh im März mit einem erfolgreichen Feldzug Heinrichs gegen die Formbacher in Bayern. Der Versuch, eine Exkommunikation Rudolfs auf der Fastensynode 1078 zu erwirken, war hingegen nicht erfolgreich. Berthold von Reichenau berichtet von daraufhin stattgefundenen Verhandlungen zwischen Heinrich und sächsischen Fürsten, die aber an der Frage des Gefangenenaustausches durch Heinrichs Titulierung der Oppositionellen als Rebellen und Eidbrecher gescheitert seien.

### Schlacht von Mellrichstadt

Rudolf schenkt der Bischofskirche Meißen einen Gutskomplex. Die Urkunde vom 25. März 1079 ist die einzig überhaupt erhaltene Urkunde König Rudolfs von Rheinfelden.

Am 7. August 1078 drohte Heinrich die Vereinigung der oppositionellen Heere aus Sachsen und Süddeutschland, die er unter allen Umständen verhindern musste. Während Heinrich selbst Rudolf bei Mellrichstadt entgegentrat, nahm ein Heer von 12.000 Bauern den Kampf gegen Welf und Berthold am Neckar auf. In Mellrichstadt errang das oppositionelle Heer trotz der Flucht Rudolfs, der Erzbischöfe von Mainz und Magdeburg und der Bischöfe von Merseburg und Worms dank dem auf dem Schlachtfeld verbliebenen Otto von Northeim einen Sieg. Das Bauernheer am Neckar wurde von Welf und Berthold vernichtend geschlagen. Dennoch hatte Heinrich sein Ziel erreicht. Die beiden Heere blieben auch fortan getrennt.
Das Jahresende markierte den Tiefpunkt des Gegenkönigtums. Rudolf erkrankte so schwer, dass seine Anhänger bereits mit seinem Tod rechneten. Berthold I. von Zähringen verstarb im November.
Im Folgenden unternahm Heinrich zahlreiche Versuche, die Anhänger Rudolfs auf seine Seite zu ziehen, wobei er nicht ohne Erfolg blieb. Zeitweise schien es, als ob er Sachsen gänzlich ohne kriegerische Auseinandersetzungen für sich gewinnen könne. Doch die wichtigsten Verbündeten Rudolfs, Welf von Bayern und Otto von Northeim, verharrten in der Opposition. Immer wieder kam es daraufhin zu Verwüstungen und Plünderungen in Schwaben, wohin sich die beiden Fürsten zurückgezogen hatten, nachdem Heinrich sie ihrer Ländereien enteignet hatte. Ihrer Loyalität tat dies keinen Abbruch.
Im Frühjahr 1079 hielt sich Heinrich in der Pfalz in Fritzlar auf (er übertrug in diesem Jahre das Eigentum an dieser Stadt an das Erzbistum Mainz). Dort griff ihn ein sächsisches Heer von Parteigängern Rudolfs an. Heinrich entkam, aber die Stadt wurde erobert und verwüstet.

### Schlacht bei Flarchheim
Eine weitere bedeutende Schlacht ereignete sich schließlich am 27. Januar 1080 im thüringischen Flarchheim. Nachdem Heinrich sein Heer aus Bayern, Böhmen, Franken, Schwaben und Burgundern versammelt hatte, zog er mit diesem gen Sachsen. Auf dem Weg verwüstete er besonders die Gebiete des Erzbischofs Siegfried von Mainz, der ihn und seine Anhänger daraufhin mit dem Bann belegte. Obwohl zahlreicher seiner Anhänger verlustig, gelang es Rudolf, ein stattliches Heer aufzustellen. Trotzdem schien die Schlacht für Rudolf bereits verloren, als es Otto von Northeim plötzlich gelang, dem Kampf eine Wendung zu geben und doch noch siegreich daraus hervorzugehen. Der Verlust der goldenen Königslanze wurde jedoch als Schmach empfunden.
Versuche, einen Ausgleich zu finden, scheiterten stets. Häufig bemühte sich der Papst, eine Fürstenversammlung zur Klärung der Königsfrage einzuberufen. Zahlreiche Gesandte und Legaten waren unterwegs zwischen Rom und dem Reich. Doch immer wieder wurden die Pläne durchkreuzt, scheiterten die Verhandlungen.

### Anerkennung Rudolfs durch den Papst
Auf der Fastensynode am 7. März 1080 gab Papst Gregor VII. seine abwartende Haltung auf und erklärte Rudolf zum rechtmäßigen König. Heinrich wurde auf der Fastensynode erneut exkommuniziert und abgesetzt. Zwar hatte der Papst schon im Vorfeld immer wieder Sympathien für den Gegenkönig gezeigt, doch zog er es vor, die Entscheidung einem ordentlichen Fürstentage zu überlassen.
Rudolf konnte zum Zeitpunkt seiner Anerkennung durch den Papst aber keinen Nutzen mehr daraus ziehen. Mit Genugtuung wurde auf königlicher Seite registriert, dass Rudolfs Machtbereich sich weitestgehend auf Sachsen beschränkte. Nicht selten wurde er daher als rex Saxonum verspottet. In großer Zahl schlugen sich die Fürsten und auch das Volk auf die Seite des Königs. Berthold von Reichenau konnte sich diese Absetzungsbewegung nur durch massive Bestechung und Verführung durch simonistische Bischöfe erklären.
Heinrich ging nun entschieden gegen den Papst vor und holte zum Gegenschlag aus. Nachdem am 31. Mai 1080 bereits 19 deutsche Bischöfe in Mainz zusammengekommen waren, um den Papst für abgesetzt zu erklären, berief Heinrich eine Versammlung nach Brixen ein. Unter Mitwirkung von insgesamt 30 Bischöfen aus Italien, Deutschland und Burgund wurde schließlich ein Absetzungsdekret aufgesetzt und Wibert von Ravenna am 25. Juni 1080 feierlich zum (Gegen-)Papst Clemens III. gewählt.

### Lage in Schwaben und Bayern
Schwaben wurde fortan eine der Hauptkampfzonen des ausbrechenden Bürgerkrieges. Der Riss ging durch alle Gesellschaftsschichten und Familien. Dennoch verlor Rudolf direkt nach der Wahl weite Teile des gemäßigten Oppositionsflügels, sodass ein anberaumter Hoftag nicht zustande kam. Die Unterschichten, der mittlere Adel, der niedere Klerus, vor allem aber die von Heinrich in ihrem sozialen Aufstieg geförderten Ministerialen hielten signifikant stärker zu Heinrich.
Bayern ging für die Anhänger Rudolfs rasch verloren. Nur die Formbacher kämpften auf Seiten Rudolfs, während Heinrich insbesondere von Regensburg großen Rückhalt erfuhr. Die Bischöfe von Passau und Salzburg wurden vertrieben. Hauptwiderstandszentrum wurde die Gegend um Augsburg, in der es Welf IV. nach seiner anfänglichen Flucht nach Ungarn gelang, langwierigen Widerstand zu leisten.

## Tod und Nachfolge

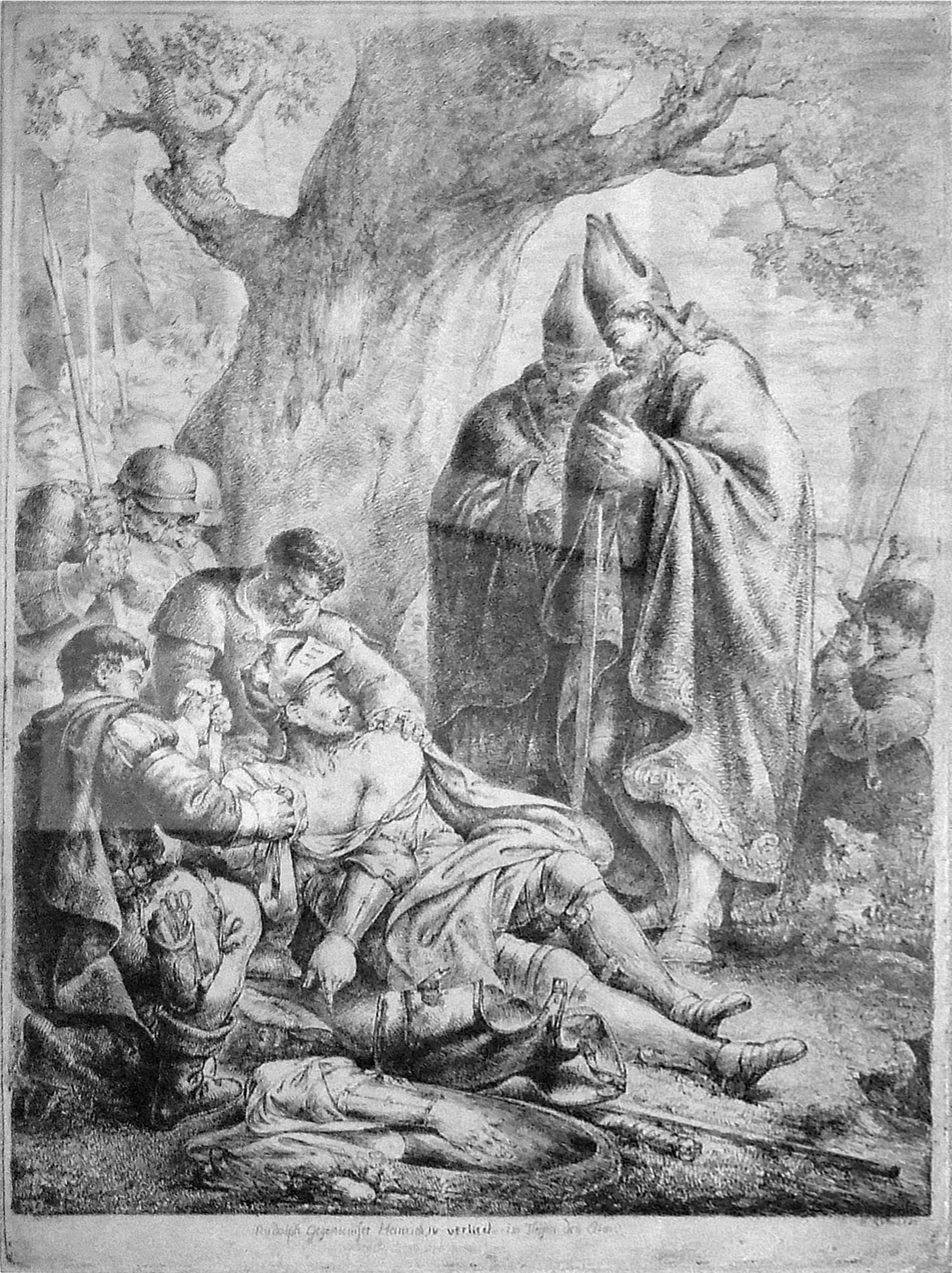
Rudolf zeigt auf die abgeschlagene Schwurhand (Gravierung von 1781)

Nach zahlreichen Kämpfen kam es am 15. Oktober 1080 in der Schlacht bei Hohenmölsen zur Entscheidung. Diese Schlacht hatte keinen eindeutigen Sieger. Heinrich selbst hatte fliehen müssen und auch andere Teile seines Heeres gerieten in schwere Bedrängnis. Doch schlimmer erging es Rudolf, der tödlich verwundet wurde: Ein Ritter Heinrichs, dessen Name trotz seiner folgenschweren Tat nicht überliefert ist, stach dem Gegenkönig das Schwert in den Unterleib und schlug ihm, so zumindest die Überlieferung, die rechte Hand ab. Von Heinrichs Seite wurde der Tod mit gleichzeitigem Verlust der Schwurhand als sichtbares Zeichen der göttlichen Strafe an dem Eidbrüchigen (propagandistisch) gedeutet.
Rudolf starb einen Tag später an der schweren Unterleibsverletzung und wurde im Merseburger Dom aufgebahrt und bestattet. Das vermutlich von Werner von Merseburg in Auftrag gegebene Grabmal ist die älteste figürliche Grabplastik Mitteleuropas seit der Zeit der Römer. Sie zeigt Rudolf von Schwaben in voller Größe mitsamt Insignien wie Bügelkrone, Reichsapfel und Zepter. Als Heinrich IV. das Grab seines Widersachers besuchte und seine Entourage ihn aufforderte, gegen die königliche Bestattung Rudolfs einzuschreiten, soll der König bemerkt haben, er wünschte, alle seine Feinde lägen so ehrenvoll begraben. Die abgeschnittene, mumifizierte Hand Rudolfs wurde im Dom aufbewahrt, da man hoffte, sie könne in der Folgezeit zu einer Reliquie werden. Heutzutage wird sie im Dommuseum ausgestellt. Das Erbe seiner Familie fiel nach dem frühen Tod seines ledigen Sohnes Berthold an die Zähringer.
Der Tod des Gegenkönigs versetzte der Opposition gegen Heinrich IV. einen schweren Schlag. Um der Gefahr des Zusammenbruchs des Aufstandes vorzubeugen, wurden sogleich (heute nicht näher erkennbare) Vorbereitungen für die Wahl eines Nachfolgers getroffen. Nach langem Überlegen erhoben die Fürsten den Luxemburger Hermann von Salm 1081 zum neuen Gegenkönig, er beschränkte sich jedoch auf seinen Einflussbereich Sachsen; sein geringer Einfluss stellte für Heinrich keine Gefahr dar, nach Hermanns Tod 1088 wurde in diesem Jahrhundert kein Gegenkönig mehr gewählt.

## Wirkung

### Urteil der Zeitgenossen
Wie Heinrich IV. erfuhr auch Rudolf von Schwaben – je nach politischem Standpunkt – eine unterschiedliche Beurteilung. Übereinstimmend hoben jedoch Anhänger wie Gegner seine persönlichen Tugenden, seine Besonnenheit und Klugheit sowie seine Tapferkeit im Krieg hervor: Papstnahe Quellen rühmten Rudolf als äußerst starken, berühmten und kriegstüchtigen Mann (vir fortissimus et famosus et in armorum exercitatione probatus) Lampert von Hersfeld schloss seine Annalen 1077 mit der Wahl Rudolfs von Rheinfelden zum König, und demonstrierte damit die Wiederdurchsetzung seiner Ideale, denen Heinrich IV. so gar nicht entsprach. Für den schwäbischen Gregorianer Bernold nahm der Gegenkönig Rudolf von Rheinfelden als Schutzherr seines eigenen Klosters St. Blasien eine zentrale Position ein. Für ihn war „Rudulf ein zweiter Makkabäer, der in der vordersten Reihe die Feinde bedrängte“. In antikisierender Weise feierte er ihn als pater patriae. Die Anhänger Heinrichs hingegen deuteten Rudolfs Tod als Gottesurteil und den Verlust der Schwurhand als „spiegelnde Strafe“ für seinen Treuebruch. Die königsnahe Publizistik brandmarkte Rudolf als Eidbrecher. Seine Meineide seien Rudolf sehr leicht nachzuweisen, nur schwer sei es, sie alle aufzuzählen. Möglicherweise ist die Grablege in Merseburg als bewusste Reaktion der Sachsen zu deuten, mit deren Hilfe eine gezielte Rehabilitierung Rudolfs beabsichtigt oder sogar seine Verehrung als Heiliger intendiert war. Die sein Grabmal zierende Inschrift stellte ihn gar hinsichtlich der Weisheit seines Rates und seiner Tüchtigkeit Karl dem Großen an die Seite. Auf der königlichen Seite wurde diese Darstellung als Provokation angesehen. Bei einem Besuch Heinrichs IV. nahmen dessen Begleiter Anstoß an der königlichen Prachtentfaltung des Grabes. Doch soll Heinrich IV. selbst gelassen mit dem Ausspruch reagiert haben: „Mögen doch alle meine Gegner so königlich bestattet liegen.“

### Forschungsgeschichte
Das historische Urteil über Rudolf von Rheinfelden orientiert sich vorwiegend an dessen geringem politischen Erfolg. Von größtem Einfluss war das Urteil von Wilhelm von Giesebrecht in seiner Geschichte der deutschen Kaiserzeit. Es wirkt bis in die neuere Zeit nach. Giesebrecht zeichnete von Rudolf von Schwaben das Bild eines von zwanghaftem Ehrgeiz erfüllten, die Grenzen der Loyalität missachtenden Emporkömmlings.
Die Fürstenopposition und das Gegenkönigtum Rudolfs von Rheinfelden wurden selten als eigenes Thema, sondern meist nur in Zusammenhang mit König Heinrich IV. behandelt. Das Thema wurde häufig nur in andere Abschnitte integriert. Über die Person Rudolfs sind vor allem drei größere Untersuchungen erschienen. 1870 setzte sich Oscar Grund mit der Fürstenopposition auseinander und schrieb das Buch Die Wahl Rudolfs von Rheinfelden zum Gegenkönig. Grund hat sich vor allem intensiv mit den Entwicklungen beschäftigt, die zum Gegenkönigtum führten. 1889 verfasste Wilhelm Klemer sein Werk Der Krieg Heinrichs IV. gegen Rudolf den Gegenkönig 1077–1080. Ihm dienten insbesondere die in den Scriptores der Monumenta Germaniae Historica (MGH) zu findenden Brunonis de bello Saxonico liber, die Annalen Bertholds von Reichenau sowie die Chronik des Bernold von Konstanz als Grundlage, deren Verfasser alle auf Seiten der Gegner Heinrichs standen. 1939 veröffentlichte Heinz Bruns Das Gegenkönigtum Rudolfs von Rheinfelden und seine zeitpolitischen Voraussetzungen. Es gilt noch immer als Standardwerk zum Thema. Die Lektüre offenbart ein von nationalsozialistischem Gedankengut freies und leicht verständliches Werk, welches ein breites Wissen über die Vorgänge vor und während des Gegenkönigtums vermittelt. Die anderen beiden Monographien stammen aus dem 19. Jahrhundert. Detailliert wird die Königswahl auch in den Jahrbüchern des Deutschen Reiches unter Heinrich IV. und Heinrich V. beschrieben. Im dritten Band, der den Zeitraum von 1077 bis 1084 beinhaltet, widmet sich Gerold Meyer von Knonau intensiv der Auseinandersetzung Heinrichs mit Rudolf von Rheinfelden. Das 1900 erschienene Werk ist die bis heute ausführlichste Darstellung der Zeit Heinrichs IV.
Ausführlich analysierte Walter Schlesinger (1973) in seiner Abhandlung Die Wahl Rudolfs von Schwaben zum Gegenkönig 1077 in Forchheim die einzelnen Phasen des Verfahrens, ordnete sie in einen historischen Kontext ein. Im selben Jahr setzte Hermann Jakobs in seinem Aufsatz Rudolf von Rheinfelden und die Kirchenreform den Schwerpunkt auf das Verhältnis zwischen Gegenkönig und Papsttum.
Jörgen Vogel (1984) stützte sich in seiner Untersuchung Rudolf von Rheinfelden, die Fürstenopposition gegen Heinrich IV. im Jahr 1072 und die Reform des Klosters St. Blasien vor allem auf den Geschichtsschreiber Lampert von Hersfeld und den Mönch Frutolf von Michelsberg. Lampert von Hersfeld war überzeugter Gegner Heinrichs. Seine Annalen wurden in der älteren Forschung als tendenziös und teilweise propagandistisch bewertet. Seine Darstellung und Bewertung von Heinrichs Gang nach Canossa hat lange Zeit die ältere Forschung und die allgemeine Einschätzung (siehe Reichskanzler Otto von Bismarck in seiner Rede vor dem Reichstag am 14. Mai 1872: „Seien Sie außer Sorge, nach Canossa gehen wir nicht – weder körperlich noch geistig“.) geprägt. Erst die neuere Forschung hat Lamperts Werk in seinen Eigenarten erkannt. Frutolf von Michelsberg steht auch im Zentrum des Aufsatzes Frutolfs Bericht zum Jahr 1077 oder Der Rückzug Rudolfs von Schwaben von Karl Schmid.
In seinem Aufsatz Schwäbische Herzöge als Thronbewerber: Hermann II. (1002), Rudolf von Rheinfelden (1077), Friedrich von Staufen (1125), Zur Entwicklung von Reichsidee und Fürstenverantwortung, Wahlverständnis und Wahlverfahren im 11. und 12. Jahrhundert ordnete Hagen Keller (1983) Rudolf von Schwaben in den größeren zeithistorischen Kontext ein und verglich ihn mit anderen schwäbischen Thronbewerbern. Tilman Struve (1991) untersuchte Das Bild des Gegenkönigs Rudolf von Schwaben in der zeitgenössischen Historiographie.
Kunsthistorische Aspekte behandelt der Aufsatz Die Merseburger Grabplatte König Rudolfs von Schwaben und die Bewertung des Herrschers im 11. Jahrhundert von Helga Sciurie, der aber wenige Informationen zu den historischen Abläufen enthält.
Einer genealogischen Auseinandersetzung mit Rudolf widmete sich Eduard Hlawitschka, der in seinem Beitrag Zur Herkunft und zu den Seitenverwandten des Gegenkönigs Rudolf von Rheinfelden – Genealogische und politisch-historische Untersuchungen versuchte die komplizierten Verwandtschaftsverhältnisse des Schwabenherzogs zu verdeutlichen.
Die jüngere Forschung widmete Rudolf von Schwaben geringe Aufmerksamkeit. Lediglich die Monographie Königsabsetzungen im deutschen Mittelalter von Ernst Schubert (2005) beschäftigte sich ausführlicher mit dem Gegenkönig von Heinrich IV. In diesem Werk steht die Genese der Reichsverfassung im Vordergrund. Schubert geht dabei auch auf das Königtum Heinrichs IV. ein und behandelt auch dessen Gefährdung und die „faktische Absetzung“ des Königs durch Rudolf von Rheinfelden. Die aktuelle Biografie über Heinrich IV. aus dem Jahr 2006 von Gerd Althoff enthält auch ein Kapitel über die Auseinandersetzungen der beiden Könige.

### Regesten
- Johann Friedrich Böhmer: Regesta Imperii III. Salisches Haus 1024–1125. Teil 2: 1056–1125. 3. Abt.: Die Regesten des Kaiserreichs unter Heinrich IV. 1056 (1050) – 1106. 5. Lief.: Die Regesten Rudolfs von Rheinfelden, Hermanns von Salm und Konrads (III.). Verzeichnisse, Register, Addenda und Corrigenda, bearbeitet von Gerhard Lubich, unter Mitwirkung von Dirk Jäckel/Matthias Weber, sowie Cathrin Junker/Lisa Klocke/Markus Keller, Köln/Weimar/Wien 2018, ISBN 978-3-412-51149-4, (Digitalisat).

### Monographien
- Gerd Althoff: Heinrich IV. (= Gestalten des Mittelalters und der Renaissance). Darmstadt 2006.
- Egon Boshof: Die Salier. 5. aktualisierte Auflage. Kohlhammer Verlag, Stuttgart 2008, ISBN 3-17-020183-2.
- Heinz Bruns: Das Gegenkönigtum Rudolfs von Rheinfelden und seine zeitpolitischen Voraussetzungen. Nieft, Bleicherode 1939 (Berlin, Universität, Phil. Dissertation, 16. Jan. 1940).
- Lutz Fenske: Adelsopposition und kirchliche Reformbewegung im östlichen Sachsen. Entstehung und Wirkung des sächsischen Widerstandes gegen das salische Königtum während des Investiturstreites (= Veröffentlichungen des Max-Planck-Instituts für Geschichte. Bd. 47). Vandenhoeck & Ruprecht, Göttingen 1977, ISBN 3-525-35356-1 (Zugleich: Frankfurt/M., Universität, Dissertation, 1969).
- Werner Goez: Kirchenreform und Investiturstreit 910–1122. 2., aktualisierte Auflage. Kohlhammer, Stuttgart 2008, ISBN 978-3-17-020481-2.
- Gerold Meyer von Knonau: Jahrbücher des Deutschen Reiches unter Heinrich IV. und Heinrich V., Dritter Band: 1077 (Schluß) bis 1084. 1900 (ND Berlin 1965)
- Michaela Muylkens: Reges geminati. Die „Gegenkönige“ in der Zeit Heinrichs IV. (= Historische Studien. Bd. 501). Matthiesen, Husum 2012, ISBN 978-3-7868-1501-3 (Zugleich: Bonn, Universität, Dissertation, 2009).
- Monika Suchan: Königsherrschaft im Streit. Konfliktaustragung in der Regierungszeit Heinrichs IV. zwischen Gewalt, Gespräch und Schriftlichkeit (= Monographien zur Geschichte des Mittelalters. Bd. 42). Hiersemann, Stuttgart 1997, ISBN 3-7772-9721-6.
- Ernst Schubert: Königsabsetzung im deutschen Mittelalter. Eine Studie zum Werden der Reichsverfassung (= Abhandlungen der Akademie der Wissenschaften zu Göttingen, Philologisch-Historische Klasse. Folge 3, 267). Vandenhoeck & Ruprecht, Göttingen 2005, ISBN 3-525-82542-0.

### Aufsätze
- Eduard Hlawitschka: Zur Herkunft und zu den Seitenverwandten des Gegenkönigs Rudolf von Rheinfelden – Genealogische und politisch-historische Untersuchungen. In: Stefan Weinfurter (Hrsg.): Die Salier und das Reich. Band 1: Salier, Adel und Reichsverfassung. Thorbecke, Sigmaringen 1991, ISBN 3-7995-4133-0, S. 175–220.
- Hermann Jakobs: Rudolf von Rheinfelden und die Kirchenreform. In: Josef Fleckenstein (Hrsg.): Investiturstreit und Reichsverfassung (= Vorträge und Forschung. Bd. 17). Thorbecke, Sigmaringen 1973, S. 87–116.
- Hagen Keller: Schwäbische Herzöge als Thronbewerber: Hermann II. (1002), Rudolf von Rheinfelden (1077), Friedrich von Staufen (1125), Zur Entwicklung von Reichsidee und Fürstenverantwortung, Wahlverständnis und Wahlverfahren im 11. und 12. Jahrhundert. In: Zeitschrift für die Geschichte des Oberrheins 131 (1983), S. 123–162.
- Walter Schlesinger: Die Wahl Rudolfs von Schwaben zum Gegenkönig 1077 in Forchheim. In: Josef Fleckenstein (Hrsg.): Investiturstreit und Reichsverfassung (= Vorträge und Forschung. Bd. 17). Thorbecke, Sigmaringen 1973, S. 61–85.
- Karl Schmid: Frutolfs Bericht zum Jahr 1077 oder Der Rückzug Rudolfs von Schwaben. In: Dieter Berg, Hans-Werner Goetz (Hrsg.): Historiographia mediaevalis. Studien zur Geschichtsschreibung und Quellenkunde des Mittelalters. Festschrift für Franz-Josef Schmale zum 65. Geburtstag. Wissenschaftliche Buchgesellschaft, Darmstadt 1988, ISBN 3-534-10255-X, S. 181–198.
- Karl Schmid: Adel und Reform in Schwaben. In: Josef Fleckenstein (Hrsg.): Investiturstreit und Reichsverfassung (= Vorträge und Forschungen. Bd. 17). Thorbecke, Sigmaringen 1973, S. 295–319
- Ernst Schubert: Grabmal oder Denkmal? In: Heiner Lück, Werner Freitag (Hrsg.): Historische Forschung in Sachsen-Anhalt. Ein Kolloquium anläßlich des 65. Geburtstages von Walter Zöllner (= Abhandlungen der Sächsischen Akademie der Wissenschaften zu Leipzig, Philologisch-historische Klasse. Bd. 76, H. 3). Hirzel, Stuttgart u. a. 1999, S. 35–40.
- Helga Sciurie: Die Merseburger Grabplatte König Rudolfs von Schwaben und die Bewertung des Herrschers im 11. Jahrhundert. In: Jahrbuch für Geschichte und Feudalismus 6 (1982), S. 173–183.
- Heinz Stoob: Über den Schwerpunktwechsel in der niederdeutschen Adelsführung während des Kampfes gegen den salischen Herrscher. In: Dieter Berg (Hrsg.): Ecclesia et regnum. Beiträge zur Geschichte von Kirche, Recht und Staat im Mittelalter. Festschrift für Franz-Josef Schmale zu seinem 65. Geburtstag. Winkler, Bochum 1989, ISBN 3-924517-24-X, S. 121–127.
- Tilman Struve: Das Bild des Gegenkönigs Rudolf von Schwaben in der zeitgenössischen Historiographie. In: Klaus Herbers u. a. (Hrsg.): Ex ipsis rerum documentis, Beiträge zur Mediävistik, Festschrift für Harald Zimmermann zum 65. Geburtstag. Thorbecke, Sigmaringen 1991, ISBN 3-7995-7072-1, S. 459–475.
- Heinz Thomas: Erzbischof Siegfried I. von Mainz und die Tradition seiner Kirche. Ein Beitrag zur Wahl Rudolfs von Rheinfelden. In: Deutsches Archiv für Erforschung des Mittelalters 26 (1970), S. 368–399.
- Jörgen Vogel: Rudolf von Rheinfelden, die Fürstenopposition gegen Heinrich IV. im Jahr 1072 und die Reform des Klosters St. Blasien. In: Zeitschrift für die Geschichte des Oberrheins 132 (1984), S. 1–30.
- Helga Wäß: Tumba für den Gegenkönig Rudolf von Rheinfelden/von Schwaben († 1080). In: Dies.: Form und Wahrnehmung mitteldeutscher Gedächtnisskulptur im 14. Jahrhundert. Bd. 2: Katalog ausgewählter Objekte vom Hohen Mittelalter bis zum Anfang des 15. Jahrhunderts. Bristol / Berlin 2006, S. 428 ff. (mit Abbildung Nr. 638) ISBN 3-86504-159-0.
- Gerd Wunder: Beiträge zur Genealogie schwäbischer Herzogshäuser. In: Zeitschrift für württembergische Landesgeschichte 31 (1973), S. 7–15.

### Lexika
- Werner Goez: Investiturstreit (1076–1122). In: Theologische Realenzyklopädie (TRE), Bd. 26. Berlin / New York 1987, S. 237–247.
- Gerold Meyer von Knonau: Rudolf von Rheinfelden. In: Allgemeine Deutsche Biographie (ADB). Band 29, Duncker & Humblot, Leipzig 1889, S. 557–561.
- Hubertus Seibert: Rudolf v. Rheinfelden. In: Neue Deutsche Biographie (NDB). Band 22, Duncker & Humblot, Berlin 2005, ISBN 3-428-11203-2, S. 165–167 (Digitalisat).
- Tilman Struve: Rudolf von Rheinfelden. In: Lexikon des Mittelalters (LexMA). Band 7. LexMA-Verlag, München 1995, ISBN 3-7608-8907-7, Sp. 1070 f.